# Ebersbach/Sa.
Ebersbach ( německá výslovnost,  v hornolužickém nářečí Aberschbuch, hornolužickosrbsky Habrachćicy) je bývalé město, místní část města Ebersbach-Neugersdorf v Horní Lužici v německé spolkové zemi Sasko. Nachází se v zemském okrese Zhořelec a má přibližně 9 000 obyvatel.

## Geografie

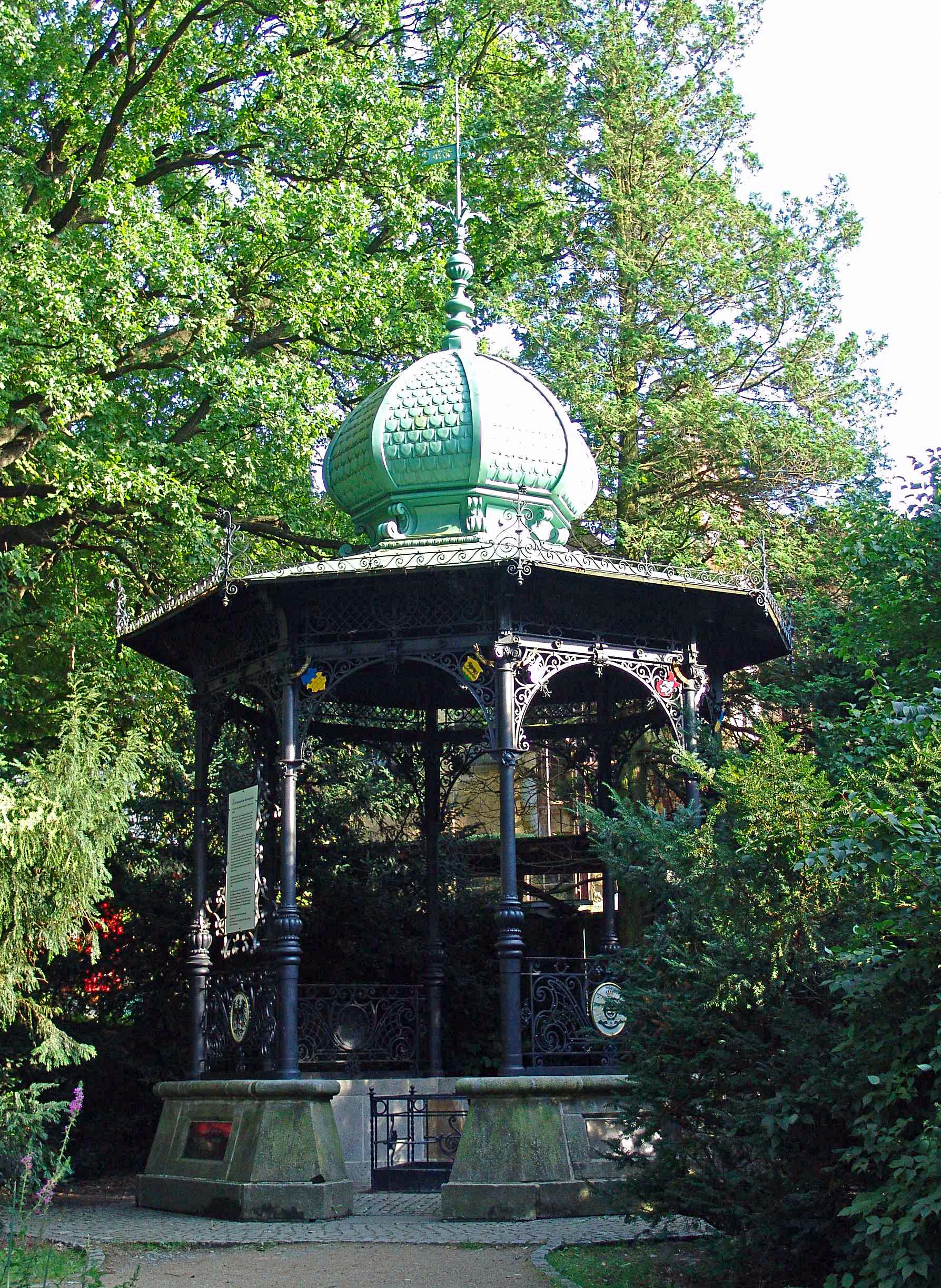
Pramen Sprévy

Je zde jeden ze tří pramenů Sprévy, přímo na hranicích s Českou republikou u českého města Jiříkov.

## Osobnosti
Mezi slavné rodáky patří chorvatský politik Ivica Račan.